# Красносельць-Лесьни
Красносельць-Лесьни (пол. Krasnosielc Leśny) — село в Польщі, у гміні Красносельц Маковського повіту Мазовецького воєводства.
Населення — 83 особи (2011).
У 1975-1998 роках село належало до Остроленцького воєводства.

## Демографія
Демографічна структура станом на 31 березня 2011 року:
|          | Загалом | Допрацездатний вік | Працездатний вік | Постпрацездатний вік |
| -------- | ------- | ------------------ | ---------------- | -------------------- |
| Чоловіки | 40      | 10                 | 27               | 3                    |
| Жінки    | 43      | 14                 | 19               | 10                   |
| Разом    | 83      | 24                 | 46               | 13                   |